# Operación Trueno (novela)
Operación Trueno es la novena novela de James Bond escrita por Ian Fleming. Se creó con el propósito de adaptarla al cine, y está oficialmente acreditada como "basada en una idea de Kevin McClory, Jack Whittingham e Ian Fleming", un crédito compartido que ha generado mucha controversia. La novela fue publicada en 1961 y es considerada, técnicamente, la primera novelización de un guion cinematográfico de James Bond, a pesar de que cuando fue escrita y publicada aún no se había rodado ninguna película. Poco después se adaptó al cómic, en una tira de prensa que comenzó a publicarse en 1961.
Operación Trueno ha sido objeto, hasta la fecha, de dos adaptaciones cinematográficas. La primera se estrenó en 1965 con el título de Operación Trueno y Sean Connery en el papel de James Bond, y fue la cuarta película oficial de Bond en la serie realizada por Eon Productions. McClory produjo después una nueva versión no oficial, Nunca digas nunca jamás (1983), con Connery nuevamente en el papel de Bond. Estaba inicialmente previsto que Operación Trueno fuese el primer filme de James Bond, en 1962, pero en su lugar se decidió filmar Dr. No debido a problemas legales con McClory.

## La novela
Es la primera novela (y técnicamente, también la última) de Ian Fleming en que aparece de forma completa la organización criminal SPECTRE. Después de Operación Trueno, se especula con la reestructuración de SPECTRE, que es, sin embargo, impedida por Bond. El libro también constituye la primera aparición del mayor enemigo de Bond, el líder de SPECTRE, Ernst Stavro Blofeld, aunque Bond no llega a conocerlo en esta obra. Esto difiere de las películas, que introducen a SPECTRE en Dr. No y a Blofeld en Desde Rusia con amor.
Operación Trueno es el primer libro de lo que se conoce como la Trilogía Blofeld, que, después de la interrupción de El espía que me amó, continúa con Al servicio secreto de su Majestad y termina con Sólo se vive dos veces.

### Personajes
- James Bond. Agente del Servicio Secreto Británico, Comandante James Bond 007. Es el protagonista de la misión a la que es llamado para investigar las fechorías de la nueva organización terrorista SPECTRE. Se alía con su amigo Félix Leiter de la CIA y hace su aliada a la bella Domino para salvar al mundo de un desastre nuclear.

- M. Es el nombre-código del jefe de Bond en el Servicio Secreto. Después de mandar a Bond a una clínica de salud, lo asigna a la "Operación Trueno". Es frecuentemente ayudado por su secretaria Moneypenny y su jefe de Estado Mayor Bill Tanner.

- Ernst Stavro Blofeld. Líder de la organización SPECTRE, se refieren a él como "Número 2" por razones de seguridad (el número asignado a los miembros de SPECTRE cambia mensualmente). Una mente criminal, le encarga a Emilio Largo robar dos bombas nucleares mientras anuncia la existencia de SPECTRE al mundo y exige cien millones de libras esterlinas para el rescate de las bombas.

- Emilio Largo. Un subordinado de Blofeld y miembro de SPECTRE, se refieren a él como "Número 1". En la organización él es el segundo al mando y relevaría a Blofeld si este fuera capturado o asesinado. Él prepara el "Plan Omega", en el que se planea robar las dos bombas nucleares.

- Félix Leiter. Durante mucho tiempo agente de la CIA, Leiter fue mutilado por un tiburón en la novela Vive y deja morir. Trabajaba para la agencia de detectives Pinkerton pero es reclutado por la CIA para ayudar en la "Operación Trueno", donde se reúne con su viejo amigo James Bond.

- Domino Vitali. Llamada "Domino" por sus amigos, es la tradicional chica Bond de la historia. Después de estudiar actuación en la Real Academia de Arte Dramático, regresa a Italia de donde es originaria para convertirse en actriz. Después conoce a Emilio Largo y se vuelve su amante. Es la hermana de Giuseppe Petachi.

- Giuseppe Petachi. Un piloto de la Fuerza Aérea Italiana, que trabaja como observador de la OTAN y es enviado en un vuelo de prueba. Es reclutado por el agente de SPECTRE, Signor Fonda, quien le paga para robar el nuevo avión militar, el Villiers Vindicator, matar a los pilotos y redirigir el avión a las Bahamas. Una vez ahí es traicionado por Emilio Largo y es asesinado. Es el hermano de Domino.

- Conde Lippe. Miembro de la sociedad criminal Tong, es reclutado por SPECTRE. Es enviado a la clínica de salud de Shrublands de donde se supone vigilará a Giuseppe Petachi, ya que la clínica está cerca de la base militar. Mientras esta ahí, conoce a James Bond, al que intenta asesinar al llevar a la máxima potencia la máquina para acomodar la columna vertebral que Bond está usando. Después de sobrevivir al atentado, Bond encierra a Lippe en un sauna portátil, que tiene como resultado quemaduras de segundo grado y es hospitalizado una semana. Blofeld ordena asesinar a Lippe por modificar el "Plan Omega" debido a su infantil enfrentamiento con Bond.

- Patricia Fearing. Enfermera en Shrublands, salva a Bond después de que Lippe intenta asesinarlo.

### Argumento
Operación Trueno se inicia con una reunión entre M y Bond, durante la cual Bond descubre que su último examen físico arroja un resultado terrible, debido a su afición por la bebida y el tabaco (fuma sesenta cigarrillos al día). M envía a Bond de vacaciones a una clínica en las afueras de Londres para que se cure de sus malos hábitos. A su regreso, Bond es un hombre nuevo, que sigue una nueva dieta y fuma mucho menos. Este "nuevo" Bond está listo para la acción cuando el MI6 recibe un comunicado de la hasta entonces desconocida organización SPECTRE (Sección de Poder Ejecutivo para la Contrainteligencia, Terrorismo, Revancha y Extorsión).
SPECTRE secuestra un avión militar, el Villiers Vindicator (un bombardero V de ficción) que lleva a bordo dos cabezas nucleares, valiéndose de los servicios Giuseppe Petachi, un observador de la OTAN a sueldo de la organización criminal, quien mata a los pilotos y cambia el rumbo del avión para dirigirlo a las Bahamas. Una vez allí, Emilio Largo y la tripulación del yate Disco Volante matan a Petachi y roban las dos cabezas nucleares del avión. En seguida, SPECTRE anuncia su existencia al mundo amenazando con destruir una gran ciudad si no recibe cien mil libras esterlinas. Este plan es llamado "Plan Omega" por Blofeld y es dirigido por Largo, quien al momento era el "Número 1" de SPECTRE.
Los estadounidenses y los británicos, crean un plan para localizar SPECTRE y recuperar las cabezas nucleares, denominado "Operación Trueno".
James Bond es enviado a las Bahamas a investigar. Una vez allí, se reúne con su amigo Félix Leiter, quien de nuevo trabaja para la CIA como resultado de la crisis (en su aparición anterior, Leiter trabajaba como detective privado después de haber perdido un brazo y una pierna ayudando a Bond en Vive y deja morir). Bond también conoce a Dominetta "Domino" Vitali, la amante de Largo y hermana de Petachi. Cuando descubre que Largo asesinó a su hermano, Domino se vuelve contra él y acepta ayudar a Bond.
En una visita inesperada de Bond y Leiter al Disco Volante, haciéndose pasar Bond por un turista que busca una casa y Leiter por un abogado, Largo los recibe amablemente pero rehúsa mostrarles el cuarto de comunicaciones y les dice varias mentiras acerca del yate. En un casino de la isla, Bond le dice a Largo "Me parece que vi un espectro (spectre, en inglés), a lo que Largo reacciona nerviosamente.
Después de alertar a los encargados de la operación sobre las sospechas sobre Largo, Bond y Leiter se reúnen con la tripulación del Manta, un submarino nuclear estadounidense, y siguen al "Disco Volante", con la esperanza de capturarlo y recuperar las cabezas nucleares que están siendo transportadas al primer objetivo. Después de una batalla submarina entre la tripulación del Manta y del Disco Volante, Largo pelea contra Bond, y Domino lo mata; Domino cuando intenta comunicar a Bond que Largo había recogido las bombas, es descubierta y torturada por Largo, mediante exposiciones a altas y bajas temperaturas, por medio de un cigarro y un cubo de hielo, aunque no le sacaron ni una palabra.
Al final del libro, aparece Bond en un hospital, con un médico recomendándole descanso. Lo único que Bond quiere es ver a Domino, quien también está en el hospital, y el médico accede. Bond va a la habitación de Domino, la contempla un momento, y luego se queda dormido en el suelo por efecto de los medicamentos. Acto seguido Domino también se duerme.

### Críticas
Como la mayoría de las anteriores novelas de James Bond, Operación Trueno recibió varias reseñas elogiosas. Según el diario londinense The Times: "La mezcla (de buena vida, sexo, violencia y acción) es la de siempre, pero ahora está muy bien diseñada, con una trama ingeniosa, bien documentada y llena de emoción". El Financial Times opinó que era la mejor obra de Fleming desde Diamantes para la eternidad y en el New York Times se afirmó: "El libro es una historia de misterio, de suspense, y es un placer leerlo".
Sin embargo, no todas las críticas fueron favorables. En una revista política llamada Time and tide, el crítico escribió sobre Fleming: "El hecho de que haya escrito un libro tan malo, sin una sola idea buena, me convence, sin ninguna duda,  de que Bond debería irse". Hasta Fleming mismo se refirió en una ocasión a Operación Trueno como uno de sus peores libros, advirtiendo a los editores que la obra estaba "falta de aliento y entusiasmo"; más tarde afirmaría que sus últimas cinco novelas (empezando con Operación Trueno) no eran tan buenas como las primeras siete.

### Adaptación al cómic
Igual que con los libros anteriores de la serie, se realizó una adaptación al cómic en forma de tira de prensa, publicada en el diario británico Daily Express y distribuida mediante syndicates a periódicos de todo el mundo. La tira comenzó a aparecer el 11 de diciembre de 1961; sin embargo, el Daily Express canceló su publicación inesperadamente, por orden de Lord Beaverbrook,  el 10 de febrero de 1962, cuando se produjo una disputa entre Beaverboork y Fleming acerca de los derechos del relato breve "Alta Tensión". Fleming había vendido los derechos al Sunday Times, un diario rival, lo que hizo que Beaverbrook pusiera fin a su relación comercial con el creador de James Bond. A los realizadores de la tira, el guionista Henry Gammidge y el dibujante John McLusky, se les avisó con sólo unos días de antelación y se vieron obligados a concluir la historia en sólo dos tiras.
La tira original publicada en el Daily Express llega sólo hasta el momento en el que Giuseppe Petachi secuestra el avión y las dos cabezas nucleares para SPECTRE. Concluye abruptamente en la viñeta siguiente (#1117), cuando SPECTRE envía sus exigencias a los gobiernos occidentales y todos los agentes, incluido Bond, son enviados a buscar el avión secuestrado y las bombas. La última frase dice: "Bond las encuentra y el mundo está a salvo". El dibujante John McLusky realizó seis viñetas más para el Daily Express, en las cuales se explicaba el secuestro del avión; sin embargo, nunca llegaron a imprimirse. Otras seis viñetas, en las cuales se continuaba y concluía la historia, se publicaron en el resto de los diarios sindicados, pero no en el Daily Express.
Durante el breve período que duró la disputa entre Ian Fleming y Lord Beaverbrook, el creador de James Bond llegó a pensar en satirizar a Beaverbrook escribiendo una historia corta sobre el editor de un diario llamado Caffery Bone que se titularía "The Shameful Dream" ("El sueño vergonzoso"). Fleming no terminó la historia, que fue posteriormente destruida, en vida del autor. Beaverbrook y Fleming resolvieron sus diferencias más tarde, y la tira de James Bond volvió a aparecer en el Daily Express a partir de junio de 1964, con una adaptación de Al servicio secreto de su Majestad, pero la publicación de la tira interrumpida de Operación Trueno nunca se reanudó. El cómic "abreviado" fue reeditado por Titan Books en 2004, como parte de la antología Goldfinger que también incluye Goldfinger, y las historias "Máximo riesgo", "Panorama para matar" y "Sólo para tus ojos", del libro de relatos Sólo para tus ojos.

## Controversia alrededor de la novela

### De guion a novela
Operación Trueno fue concebida originalmente como la primera de una proyectada serie de películas para la compañía Xanadu Productions, que estaba formada por Ian Fleming, Ernest Cuneo, Ivar Bryce y Kevin McClory. La historia de Xanadu Productions es muy complicada e incluso ahora resulta controvertida. El primer borrador de Operación Trueno fue un relato breve escrito por Cuneo y enviado a Bryce. Había sido concebido para desarrollar la idea de McClory de filmar la película bajo el agua utilizando las cámaras Todd-AO inventadas por Mike Todd, el antiguo jefe de McClory. La historia fue después reescrita varias veces, si bien algunos elementos de la versión de Cuneo se mantuvieron en la historia novelizada de Fleming.
En el guion original los malos eran los soviéticos, pero fueron posteriormente sustituidos por SPECTRE. Algunas fuentes, entre las que se encuentra el libro de Raymond Benson, The James Bond Bedside Companion, sostienen que la idea de crear la organización SPECTRE fue de McClory, en tanto que otras, como Dentro de Operación Trueno, un artículo de John Cork, autor de muchas biografías oficiales, documentales, y DVD sobre Ian Fleming y las películas de James Bond, afirman que SPECTRE fue creada por Fleming. De hecho, Cork aporta como evidencia de su afirmación un memorándum de Fleming donde este propone el cambio a SPECTRE, y que dice así: "Mi sugerencia es que SPECTRE, abreviatura de Sección de Poder Ejecutivo para el Terrorismo, Revancha y Extorsión, es una organización muy poderosa, de fondos privados y formada por ex miembros de la SMERSH, Gestapo, la Mafia y los Tong de Pekín, que coloca las bombas en bases de la OTAN para pedirle a los poderes occidentales un millón de libras esterlinas por ellas"
Fleming creó también al villano "Henrico Largo" y a la "chica Bond" "Dominique (Domino) Smith", y diseñó muchos de los puntos principales de la trama, tales como el robo de las cabezas nucleares o el final en el que Bond, Leiter y el hombre rana de Estados Unidos combaten bajo el agua contra los hombres de Largo. En 1959 se contrató a Jack Whittingham para transformar la historia en un guion cinematográfico plausible. Algunas de sus mejoras fueron los personajes de Jack Petachi (convertido luego, en la novela, en Giuseppe Petachi), y Sophia (que tenía un papel similar al que tendría luego Domino en la novela definitiva). El resto del proyecto fue resultado de la colaboración entre McClory, Whittingham y Fleming durante un periodo de dos años. Durante este tiempo, Xanadu desapareció como empresa, y Ernest Cuneo supuestamente vendió sus derechos sobre Operación Trueno a Ivar Bryce por un dólar.
El guion terminado debía ser llevado a la pantalla por Kevin McClory; sin embargo, este acababa de fracasar económicamente con una película, El niño y el puente, que no tuvo éxito comercial. Esto trajo complicaciones para encontrar la financiación adecuada para la película. En la biografía de Fleming escrita por John Pearson, La vida de Ian Fleming, se dice que McClory había visitado a Fleming en "Goldeneye", la mansión de este en Jamaica, donde Fleming explicó a McClory su intención de ceder el guion a MCA (Corporación Musical de América), recomendando que fuese McClory el productor de la película. Unos meses más tarde, sin embargo, Fleming conoció a Harry Saltzman y, poco después, a Albert R. Broccoli y les vendió los derechos para adaptar al cine los libros de la serie de James Bond, tanto los ya publicados como los siguientes de la serie, con la única excepción de Casino Royale, cuyos derechos ya habían sido vendidos a otros productores.
Puesto que su asociación con McClory había concluido, Fleming tomó la historia y el guion y los transformó en la novena novela de James Bond. Añadió algunos elementos nuevos, como la clínica en los Shrublands a que es enviada el protagonista, y que puede estar basada en el sanatorio de Enton Hall, en Surrey, al que acudió el propio Fleming en abril de 1956 para someterse a sesiones de hidroterapia. Inicialmente, la novela estaba firmada solo por Fleming, aunque aparecía una dedicatoria a su amigo Ernest Cuneo ("Muse"). McClory recibió una copia del libro antes de que se publicara, y consecuentemente, junto con Whittingham, entabló una demanda contra Fleming en 1961 por "plagio y falsa atribución". Además, McClory demandó a Ivar Bryce por "injuriarlo como falso socio de Xanadu Productions". La corte decidió que la demanda no debía interferir con la publicación de la novela porque bastantes ejemplares habían sido ya distribuidos a los puntos de venta. La demanda, por otro lado, impidió que Operación Trueno fuera la primera película de James Bond, aunque el escritor Richard Maibaum, quien en el futuro coescribiría o adaptaría trece películas de James Bond, había completado el guion cinematográfico.
En diciembre de 1963 Fleming llegó a un acuerdo extrajudicial con McClory gracias a Ivar Bryce, quien sentía que la salud de Fleming se había visto seriamente afectada con el estrés de la demanda (Fleming había sido ya víctima de un infarto y moriría en 1964 de un segundo ataque al corazón). Durante la demanda, Whittingham había cedido sus derechos sobre el guion a McClory. Según el acuerdo entre Fleming y McClory, las siguientes ediciones de la novela deberían llevar en la página del copyright la frase siguiente: "basado en una adaptación para la pantalla de Kevin McClory, Jack Whittingham y Ian Fleming", en el orden citado, aunque se mantuvo la atribución a Ian Fleming como autor principal. Además, se concedió a McClory el derecho a realizar una adaptación cinematográfica de la obra, y derechos sobre todos los aspectos de la novela, lo que en teoría incluía también los derechos sobre la organización criminal SPECTRE, el personaje Ernst Stavro Blofeld, el gato persa blanco de Blofeld, y varios aspectos de la trama de la obra. En octubre de 1997, en una entrevista publicada en The Daily Telegraph, McClory afirmó que esto significaba que le atañían también los derechos sobre cualquier película de James Bond que incluyera "el robo de una bomba atómica".

### La batalla de los Bonds
Después de obtener los derechos para su adaptación cinematográfica, McClory buscó sin éxito financiación para producir la película sobre Operación Trueno. Se vio obligado a acudir, de mala gana, a Harry Saltzman y Albert R. Broccoli, y en 1964 les propuso colaborar en la adaptación de Operación Trueno como cuarta película oficial de James Bond. Al año siguiente se estrenaba Operación Trueno con Sean Connery en el papel principal. El asunto de la autoría del guion es bastante complejo. Como gran número de películas de James Bond, se publicitó como "Operación Trueno de Ian Fleming" (Ian Fleming's Thunderball). El guion se atribuyó en los créditos a Richard Maibaum y John Hopkins, pero se añadió la frase "basado en un guion original de Jack Whittingham", añadiendo que a su vez dicho guion estaba "basado en una historia original de Kevin McClory, Jack Whittingham y Ian Fleming". La línea que atribuye el guion original a Whittigham no suele aparecer en los carteles ni en la publicidad de la película.
En el acuerdo entre Eon Productions y McClory, McClory renunció a hacer otra adaptación de Operación Trueno durante un plazo de diez años. Durante ese tiempo, los derechos de McClory sobre Operación Trueno no impidieron que en otras películas de Bond, concretamente en Sólo se vive dos veces, Al servicio secreto de su Majestad y Diamantes para la eternidad, apareciesen Blofeld, SPECTRE y el gato persa.
En 1976, cuando hubo expirado el plazo de diez años, McClory se asoció con Sean Connery para escribir una aventura original de James Bond. Se informó de que iba a titularse  Warhead 8, Warhead, o James Bond del Servicio Secreto, y de que Sean Connery no sería sólo el protagonista del filme, sino también su director. El proyecto se descartó cuando United Artists entabló una demanda contra McClory, quien en el momento no contaba con recursos económicos para afrontarla. Según afirma John Brosnan, en su libro James Bond en el cine, McClory y Connery descubrieron detalles de La espía que me amó que eran supuestamente muy similares a Operación Trueno y Warhead. Los primeros guiones de La espía que me amó incluían, en efecto, a Ernst Stavro Blofeld y a SPECTRE como villanos principales de la película. Más tarde fueron reemplazados por Karl Stromberg y su organización innominada.
En los 80s, McClory finalmente pudo reclamar los derechos del personaje de James Bond cuando conoció a Jack Schwartzman. Schwartzman fue clave para recibir apoyo de Warner Bros. y para ganar la demanda en la Corte Suprema Británica contra United Artists. A continuación, Schwarzman y McClory produjeron en 1983 la película Nunca digas nunca jamás, una nueva versión de Operación Trueno, escrita por Lorenzo Semple Jr., que protagonizó Sean Connery, en medio de un gran revuelo publicitario por su retorno al personaje 12 años después. Ese mismo año, Eon Productions estrenó Octopussy, con Roger Moore como protagonista. Los medios rápidamente bautizaron esta situación como "La batalla de los Bonds", especialmente durante un período en el que estuvo previsto el estreno simultáneo de ambas películas (al final se estrenaron con meses de diferencia; las dos fueron un éxito, aunque fue mayor el de Octopussy).
En los 90s, Sony y McClory se asociaron y planearon otra nueva versión de Operación Trueno, titulada Warhead 2000 A.D., con Liam Neeson como James Bond, o con Timothy Dalton regresando al papel de 007. En 1997, Sony anunció una serie de James Bond rival, lo que forzó a MGM y a Danjaq (propietaria de Eon Producciones) a entablar una demanda contra Sony y McClory, impidiéndoles producir la película. Los planes para la tercera película fueron abandonados en 1999 cuando Sony se arregló con MGM, cediendo cualquier derecho a hacer películas de James Bond. McClory aún se proclama poseedor de los derechos de Operación Trueno, aunque MGM y EON han dicho que los derechos de McClory a Operación Trueno han expirado. En el arreglo, MGM cedió a Sony sus derechos parciales sobre Spider-Man, lo que permitió que Sony estrenara la película en 2002. MGM obtuvo los derechos de distribución de Nunca digas nunca jamás de Warner Bros. en 1997.
En medio de la guerra judicial entre Sony y MGM, Sony reclamó que McClory era coautor del Bond cinematográfico, y que Danjaq y MGM le debían sus honorarios por las películas realizadas. Este problema, que McClory llamó "el mayor acto de piratería de la historia de la industria cinematográfica", fue desechado en 2000 por el juez Edward Rafeedie, quien argumentó que McClory había esperado demasiado tiempo para hacer públicas sus reclamaciones. El Noveno Circuito de Apelaciones de la Corte confirmó poco después la decisión de Rafeedie. La jueza M. Margaret McKeown escribió por entonces: "Así, como nuestro héroe James Bond, exhaustos después de una gran aventura, llegamos al final de nuestra historia".
Pero, resuelto el caso, los derechos de MGM sobre Bond pasaron a ser propiedad de Sony/Columbia Pictures después de que un consorcio formado por Sony y Comcast adquiriera MGM en 2005 tras la crisis económica de MGM que retrasaría el estreno de Skyfall, así que ahora Columbia Pictures es responsable de la distribución de la serie de Bond (incluyendo Nunca digas nunca jamás y la original Casino Royale de 1967, que ellos mismos habían producido). Sony Televisión posee los derechos televisivos.
El videojuego de 2005 basado en Desde Rusia con amor remplaza a la organización criminal SPECTRE y a su líder Ernst Stavro Blofeld por una nueva organización llamada OCTOPUS, que no tiene un líder definido. Irónicamente, en lo que se podría considerar la misión final del juego, Bond tiene que recuperar una bomba nuclear robada por OCTOPUS, que pide un millón de libras esterlinas de rescate.
Actualmente, sin embargo, está en discusión quién es el verdadero propietario de los derechos sobre los conceptos Operación Trueno, SPECTRE y Blofeld.

## Las películas

### Operación Trueno
Antes de acordar que Operación Trueno sería la cuarta película oficial de Bond, los productores Albert R. Broccoli y Harry Saltzman habían planeado que, después de Goldfinger, la siguiente película fuera On Her Majesty's Secret Service. Para la película, Richard Maibaum revisó su guion de 1961 de la que inicialmente iba a ser la primera película de James Bond. John Hopkins le añadió los detalles finales al guion.

#### Argumento
La película empieza con James Bond asistiendo al funeral de Jacques Boitier, un agente de SPECTRE responsable de la muerte de dos agentes británicos. Cuando sale de allí, una mujer abre la puerta de su coche sin esperar a que se la abran, notando Bond con esto que la mujer es en realidad Boitier que se ha disfrazado. Bond sigue a Boitier a su castillo donde lo mata. Después, Bond escapa usando un jetpack para volar a su coche, aparcado fuera del castillo. Mantiene una pequeña batalla con guardias de Boitier, durante la cual Bond usa los cañones de agua de su Aston Martin DB5.
Una gran diferencia entre la novela y esta versión de Operación Trueno es que, en la serie de películas, Bond supo la existencia de SPECTRE desde Dr. No; y en Desde Rusia con amor también se involucra con la organización. La trama de Operación Trueno tiene que ver con SPECTRE amenazando al mundo al tener secuestradas dos bombas nucleares. En la película, el Avro Vulcan que lleva las bombas es secuestrado por un hombre de SPECTRE, Angelo, que fue sometido a cirugía plástica para verse como el observador de la OTAN François Derval, quien acompañaría a los pilotos en el viaje. Una vez con el avión bajo su control, los hombres aterrizan en medio del océano cerca de las Bahamas donde Emilio Largo (número 2 de SPECTRE) y sus hombres toman las bombas y esconden el avión. La recuperación de las bombas empieza después de que Largo mata a Angelo debido a que había pedido más dinero para llevar a cabo el secuestro.
Antes de este evento, M le ordena a Bond que vaya a una clínica para mejorar su salud y su condición física. Mientras disfruta un masaje de una atractiva asistente, conoce al Conde Lippe, un individuo que provoca desconfianza en Bond cuando nota un tatuaje en su brazo, que resulta ser el característico de los criminales Tong de China. Después Lippe intenta asesinar a Bond en una máquina para reacomodar la columna, apodada como "el potro", pero Bond es rescatado por la asistente; después Bond toma revancha al encerrar a Lippe en una máquina de sauna, aunque este sobrevive. Las cosas se vuelven más extrañas cuando Bond encuentra un hombre muerto en vendajes, quien es Derval, y sobrevive a otro atentado, ya que, en el momento en que Lippe se disponía a saldar cuentas con él, este último es asesinado por órdenes de Blofeld.
Al conocer la amenaza de SPECTRE, MI6 convoca a una reunión de emergencia donde a los agentes 00 se les asigna una misión (aunque las caras no se ven a detalle, esta es la primera vez que otros agentes 00 aparecen en pantalla). Inicialmente M le asigna a Bond una misión en Canadá, pero Bond reconoce la foto de Derval como el hombre muerto que vio en la clínica. Como la hermana del observador de la OTAN está en Nassau, M ordena a Bond viajar allí para investigar. La hermana, Domino (Claudine Auger), es la amante de Largo. Bond aprovecha esta conexión para acercarse a Largo después de conocer a Domino mientras buceaba.
Otro personaje en la película es Fiona Volpe (Luciana Paluzzi), quien no está en la novela. Miembro de SPECTRE, es la responsable de sustituir a Derval, la asesina de Lippe, y quien intenta matar a Bond después de reunirse con Largo en Nassau. Después, mientras los dos bailaban en un centro nocturno durante las celebraciones del Junkanoo, Volpe muere al recibir un tiro originalmente destinado a Bond. El agente británico deja su cuerpo en una mesa, diciendo: "¿Les importaría si mi amiga se sienta un momento? Está muerta del cansancio".
Para algunos fanes, es motivo de controversia si Bond intencionalmente la movió hacia la trayectoria de la bala, aunque se ve claramente que Bond ve la pistola y rápidamente se mueve para que Fiona sea el objetivo. Con este acto, Bond empieza a matar a sangre fría.
En Nassau, Bond y Félix Leiter buscan juntos el avión secuestrado, y finalmente lo encuentran junto con el cadáver de Angelo quien tenía las placas de identificación de Derval. Bond informa a Domino que su hermano fue asesinado por Largo y le pide ayudarlo para encontrar las cabezas nucleares. Ella le da información a Bond que le permite tomar el lugar de un agente de SPECTRE en una misión con Largo, quien está sacando las cabezas nucleares de su escondite bajo el agua, para llevarlas al objetivo en la costa de Florida. Después de una batalla submarina de la que Bond escapa, es rescatado por Leiter de la cueva submarina donde las bombas se encontraban. Bond informa a Leiter de la localización de la bomba, y junto los hombres rana del U.S. Navy Frogmen baja al escondite donde tiene lugar una gran batalla submarina. Bond elimina a muchos hombres rana de SPECTRE, utilizando artefactos de alta tecnología, así como sus propias manos.
Cuando la batalla termina, Largo escapa al Disco Volante donde aún está una de las dos cabezas nucleares, y es seguido por Bond. Éste encuentra a Largo, quien intentaba escapar aprovechando la gran velocidad del barco. Los dos tienen una batalla cuerpo a cuerpo, sin embargo, Largo es herido por un arpón disparado por Domino. Bond y Domino brincan hacia el agua antes de que el barco explote. Son recogidos del mar por un helicóptero.

#### Reparto y personajes
- James Bond - Sean Connery
- Domino Derval - Margarita Rosa de Francisco
- M - Bernard Lee
- Moneypenny - Lois Maxwell
- Q - Desmond Llewelyn
- Félix Leiter - Rik Van Nutter
- Emilio Largo - Adolfo Celi (doblado por Robert Rietty)
- Fiona Volpe - Luciana Paluzzi
- Conde Lippe - Guy Doleman
- François Derval - Angelo Palazzi - Paul Stassino
- Vargas - Philip Locke
- Wladislav Kutze - George Prada
- Paula Caplan - Martine Beswick
- Patricia Fearing - Molly Peters

#### Personal técnico
- Dirigida por Terence Young
- Producida por Kevin McClory
- Escrita por Kevin McClory, Ian Fleming y Jack Whittingham
- Guion de Richard Maibaum y John Hopkins
- Música de John Barry
- Cinematografía de Ted Moore
- Editada por Peter R. Hunt
- Diseño de producción de Ken Adam

### Nunca digas nunca jamás
Nunca digas nunca jamás es una película no oficial de James Bond y una nueva versión de la película de 1965 titulada Operación Trueno. Estrenada en 1983, está protagonizada por Sean Connery como James Bond. Fue estrenada en el cine por Warner Bros.
Está película es considerada no oficial debido a que no es parte de la serie de películas de Bond de Eon Productions y United Artists, aunque actualmente es distribuida por el distribuidor de la serie oficial, MGM. MGM adquirió los derechos de distribución en 1997 después de la adquisición de Orion Pictures.

#### Argumento
Siendo una nueva adaptación de Operación Trueno, Nunca digas nunca jamás sigue una trama similar a la novela y la película del mismo nombre, aunque con algunas diferencias.
La película abre con un todavía atlético James Bond de mediana edad atravesando un campo armado para rescatar a una mujer que ha sido secuestrada. Después de matar a los secuestradores, Bond baja la guardia, olvidando que la mujer ha sido objeto del síndrome de Estocolmo y es herido mortalmente por ella. O así parece.
De hecho, el ataque al campo no era más que una sesión de entrenamiento usando balas de salva y cuchillos falsos, y uno que Bond falla debido a que termina "muerto" (de hecho, confusamente, en una misión 'fracasada' se dice que se quedó sin piernas debido a una mina terrestre). Un nuevo M está en el cargo, quien considera poco útil a la sección 00. De hecho, Bond ha estado gastando la mayor parte del tiempo dando clases, un hecho que el ve con resentimiento.
M envía a Bond a una clínica de salud para "eliminar los radícales libres". En su estancia, Bond tropieza con una enfermera llamada Fátima Blush, de quien empieza a investigar. Después de esto, Bond es atacado por un sujeto (quien en los créditos aparece como "Lippe"), al que derrota aventándole en la cara un frasco que resultan ser las bacterias de su propia orina.
Blush y su paciente, un piloto de la Fuerza Aérea de Estados Unidos llamado Jack Petachi, son agentes de SPECTRE, una organización criminal dirigida por Ernst Stavro Blofeld. Petachi fue sometido a una operación para cambiar una de sus retinas para que coincidiera con la retina del presidente de Estados Unidos. Usando su posición como piloto y supervisor de seguridad, Petachi se infiltra en una base militar estadounidense en Inglaterra para suplir dos cabezas nucleares "vacías" con cabezas nucleares armadas, que son capturadas por SPECTRE y usadas para pedir billones de dólares a los gobiernos del mundo.
M reactiva a la fuerza la sección 00, y Bond es asignado para rastrear las armas perdidas, empezando con conocer a Domino Petachi, la hermana del piloto, quien es amante de Maximilian Largo. Bond hace contacto con Largo en un Casino, donde apuestan una gran cantidad de dinero destinado para quien gane en un videojuego diseñado por Largo, ganando Bond.
Posteriormente, en el mismo casino, durante un baile de tango, Bond le dice a Domino que su hermano fue asesinado por órdenes de Largo.
Largo captura a Bond y a Domino, y los traslada a su residencia, llamada "Palmyra", de la cual son rescatados por Leiter. Después se dirigen a Egipto, donde se colocaron las bombas e impiden que las coloquen.
Posteriormente Bond y Largo se entablan en una batalla submarina, siendo este último asesinado por Domino.
La película termina con Bond decidiendo que se retira y se queda a vivir con Domino.

#### Cambios en el universo Bond
La película hace cambios al universo Bond, y al notablemente viejo personaje del 007 (manejando su amado Bentley de las novelas, por ejemplo). Hay un realismo referente al ambiente y reconocimiento de las políticas geográficas de los años 1980s y los poderes en aumento de Medio Oriente, provocados por el petróleo.
Se muestra un nuevo MI6, el nuevo M (esto es reconocido) tiene poco tiempo para los métodos y procedimientos de Bond, y adopta una dura actitud (que será adoptada también en la serie oficial con Judi Dench como la nueva M en GoldenEye). En lo referente a la sección Q, el personaje de Q es nombrado como "Algernon" y posiblemente sea diferente que el Q en la serie oficial (donde el nombre de pila de Q nunca es revelado). Su personalidad también es diferente, debido a que su situación económica es crítica; Algernon no espera nada excepto "mucho sexo y violencia" de Bond, mientras que el Q de la serie oficial está muy en contra de esto. James Bond no tiene un carro "maravilla", sino que tiene una moto armada que "promete mandarle si él puede ir a trabajar" (cosa que por supuesto hace).
El Disco Volante de Maximilian Largo ha experimentado cambios, mayormente en mejoría. Todavía posee un submarino en una cámara secreta, el Disco es ahora una civilizada fragata, y equipada con las comodidades para un villano, y particularmente para un villano que define a un personaje europeo (las películas de EON en años recientes han hecho a sus villanos intensamente americanizados en términos de megalomanía).
Pero quizá el cambio más notable sea el físico de Félix Leiter, el agente de la CIA amigo de Bond, quien es personificado por un actor afroamericano por primera vez (la versión de 2006 de Casino Royale también tiene a un Leiter negro). Esta película parece tomar lugar en un "universo alternativo", donde no ha sucedido ninguno de los eventos que involucran a SPECTRE en películas como Sólo se vive dos veces, On Her Majesty's Secret Service y Diamantes para la eternidad (que siguieron a Operación Trueno), Blofeld es un personaje activo y desconocido para Bond y MI6, claro que los eventos se producen de diferente manera que en Operación Trueno, y en más tiempo que en el universo "oficial". La película también muestra una distancia de la continuidad "oficial" terminando con Bond mostrando su intención de retirarse de MI6 (y quedarse con una mujer, de una vez por todas). Connery también rompe la cuarta pared durante esta escena al guiñar a la cámara (algo que también hizo George Lazenby en On Her Majesty's Secret Service).

#### Reparto y personajes
- James Bond - Sean Connery
- M - Edward Fox
- Q (alias "Algy") - Alec McCowen
- Moneypenny - Pamela Salem
- Fatima Blush - Bárbara Carrera
- Ernst Stavro Blofeld - Max von Sydow
- Domino Petachi - Kim Basinger
- Félix Leiter - Bernie Casey
- Nigel Small-Fawcett - Rowan Atkinson
- Patricia - Prunella Gee
- Mujer en Bahamas - Valerie León
- Jack Petachi - Gavan O'Herlihy

#### Personal técnico
- Dirigida por Irvin Kershner
- Guion de Lorenzo Semple Jr.
- Producida por Jack Schwartzman, Kevin McClory (ejecutivo) y Michael Dryhurst (asociado)
- Cinematografía de Douglas Scolombe
- Música de Michael Legrand

#### Curiosidades
- El título de la película viene de una frase de Sean Connery cuando le preguntaron si volvería a actuar en el papel de Bond después de Diamantes para la eternidad, a lo que el respondió "Nunca jamás".

- El platillo volador, el barco de Largo, es una adaptación de Disco Volante, el nombre del barco de Largo en Operación Trueno.

- El casino donde Bond y Largo compiten en un videojuego se llama Casino Royale.

- Esta escena también impidió al autor John Gardner tener una escena similar que tenía a Bond jugando un juego de computadora en una LAN en la novela Role of Honour. Se suponía que Bond jugara una simulación de la batalla de Waterloo. La batalla de Waterloo también toma parte en la posterior película oficial de Bond, Alta tensión.

- Originalmente McClory había planeado abrir la película con una versión de la famosa escena del cañón de arma de fuego con la que empiezan las películas de la serie oficial, pero finalmente la película abrió con una pantalla con los números "007". Cuando la banda sonora de la película salió en CD, incluía una pieza musical compuesta para la apertura pensada.

- Klaus Maria Brandauer, quien hizo el papel de Largo, había sido seleccionado originalmente para el papel de Marko Ramius en La caza del Octubre Rojo, papel que finalmente obtuvo Connery.

- Rowan Atkinson, quien después se volvió famoso por la serie cómica Mr. Bean, encarna a un agente británico en esta película, el torpe Nigel Small-Fawcett. Más tarde haría una parodia de James Bond en la película Johnny English.

- El Bond encarnado por Sean Connery usa un reloj Pulsar (hecho por Seiko), mientras que Seiko también le dio reloj al Bond encarnado por Roger Moore en Octopussy.

- A Richard Donner se le presentó la oferta para dirigir la película pero la rechazó.